# باشگاه ورزشی شباب الظاهریه
باشگاه ورزشی شباب الظاهریه یک تیم فوتبال حرفه‌ای فلسطینی است که در الظاهریه، الخلیل، فلسطین مستقر است و در لیگ برتر کرانه باختری بازی می‌کند. شباب الظاهریه، یا همانطور که هواداران دوست دارند آن را صدا کنند: غزلان الجنوب (به عربی به معنای آهوهای جنوب)، یکی از تیم‌های فوتبال پرطرفدار در فلسطین است و بیشترین هوادار را در بین تمام تیم‌های ورزشی لیگ برتر کرانه باختری دارد. این تیم در مسابقات محلی بسیاری از جمله ۲ عنوان قهرمانی لیگ، ۲ جام محلی، ۱ سوپر جام و همچنین سایر عناوین مختلف کسب کرده است. این تیم در جام باشگاه‌های عربی ۱۳–۲۰۱۲ شرکت کرد و پس از اینکه تیم العروبه عمان به دلیل مسائل امنیتی از انجام بازی برگشت در فلسطین خودداری کرد، برنده اعلام شد. سپس این تیم به دور دوم راه یافت و در مجموع با نتیجه ۴–۰ مقابل نیروی هوایی عراق شکست خورد. در سال ۲۰۱۴، شباب الظاهریه در مرحله پلی آف مقدماتی ای‌اف‌سی کاپ ۲۰۱۴ مقابل آلای اوش از قرقیزستان به رقابت پرداخت و پس از تساوی ۱–۱، در ضربات پنالتی با نتیجه ۷–۸ شکست خورد. شباب الظاهریه یکی از تنها تیم‌های فلسطین محسوب می‌شود که کاملاً به استعدادهای پرورش‌یافته در مدرسه فوتبال خود متکی است. این تیم یک پایگاه هواداری اولترا به نام اولترا قوزلانی ۷۴ دارد که به خاطر حمایت فوق‌العاده متعصبانه از تیم مشهور هستند.